# Новоалексеевский сельсовет (Ивановский район)
Новоалексе́евский сельсове́т — упразднённое сельское поселение в Ивановском районе Амурской области.
Административный центр — село Новоалексеевка.

## История
16 февраля 2005 года в соответствии с Законом Амурской области № 440-ОЗ муниципальное образование наделено статусом сельского поселения.
Упразднён в январе 2021 года в связи с преобразованием муниципального района в муниципальный округ.

## Население
| 2002 | 2010 | 2011 | 2012 | 2013 | 2014 | 2015 | 2016 | 2017 |
| ---- | ---- | ---- | ---- | ---- | ---- | ---- | ---- | ---- |
| 975  | ↘762 | ↘759 | ↘727 | ↘703 | ↘686 | ↗693 | ↘691 | ↗693 |
| 2018 |      |      |      |      |      |      |      |      |
| →693 |      |      |      |      |      |      |      |      |

## Состав сельского поселения
| № | Населённый пункт | Тип населённого пункта       | Население |
| - | ---------------- | ---------------------------- | --------- |
| 1 | Новоалексеевка   | село, административный центр | ↗627      |
| 2 | Ракитное         | село                         | ↘66       |